# コムズ安佐パーク
コムズ安佐パーク（コムズあさパーク）は広島県広島市安佐北区安佐町飯室にあるショッピングセンター。1991年（平成3年）11月7日開業。

## テナント一覧
- フレスタ コムズ店
- 和風レストラン あゆ茶屋
- ファーストフード めん処
- お好み焼 もっこ
- リカーズ コムズ店
- ゴルフ・ヨガ教室 スイング
- コムズサービスカウンター
- 栗岡共栄薬局
- サンライフ コムズ店
- ファーマーズショップ
- 広島市農業協同組合 安佐支店
- Link
- 不二家
- キャンドゥ
- みつばちランド
- つかさランドリー
- 楽+● らくたす
- コムズ書籍・文具売場

## アクセス

### 公共交通機関の場合
- 「飯室」バス停から徒歩3分
  - 73 勝木線（広島交通[2]）：可部駅前・下勝木方面 - 広島北インター入口 - 飯室 - 安佐営業所 - 星が丘方面
  - 可部千代田線（広島交通）：可部駅前・下勝木方面 - 広島北インター入口 - 飯室 - 鈴張・北広島町・千代田インター方面
  - 73 豊平・琴谷線（広電バス[3]）：可部駅前・下勝木方面 - 広島北インター入口 - 飯室 - 安佐営業所 - 鈴張・豊平・琴谷方面
  - 74 三段峡線 可部経由（広電バス）：可部駅前・下勝木方面 - 広島北インター入口 - 飯室 - 安佐営業所 - 加計・戸河内・安芸太田町役場・三段峡方面
  - 芸北あき亀山線・溝口線（総企バス[4]）：北部医療センター - 広島北インター入口 - 飯室 - 安佐営業所 - 鈴張・豊平・琴谷・芸北方面
- 「安佐営業所」バス停から徒歩3分
  - 宇津・可部線（フォーブル[5]）：可部駅前・北部医療センター・今井田・宇津方面 - 安佐営業所
  - 飯室線（くすの木台・久地経由）（フォーブル）：大原駅・くすの木台・布・安佐営業所
  - 飯室線（あさひが丘・才の原経由）（フォーブル）：上安駅・安佐動物園・あさひが丘・才の原方面 - 安佐営業所
- 「ふじビレッジ下」バス停から徒歩3分

### 自家用車の場合
- 広島自動車道「広島北IC」 から 300 m
- 広島自動車道「広島西風新都IC」 から 9.7 km